# براهام
براهام در شاهنامه نام مردی یهودی است، که با وجود توانگری و ثروتش بسیار فرومایه و نان کور (خسیس و لئیم) بود. بر اساس روایت شاهنامه، روزی بهرام گور به بهانه اینکه سواری است که از همراهی شاه بازمانده، به خانه براهام رفت و مهمان او شد. براهام که خود را مردی فقیر و تهیدست نشان می‌داد از بهرام قول گرفت بابت پذیرایی، از او چیزی نخواهد یا چیزی طلب نکند:
| به پیمان که چیزی نخواهی ز من |  | ندارم به مرگ آب‌چین و کفن |

## نتیجه کردار براهام
براهام بی آنکه بداند که چه کسی مهمان اوست، از بهرام قول گرفت که صبح روز بعد و به هنگام خروج از خانه، سرگین اسبش را نیز بروبد بعلاوه اگر خسارتی وارد آورد، تاوان آن را بپردازد. شاه به ناچار آن شب را بر روی نمد زین اسب خود خوابید، و وقتی به چون به دربار خویش بازگشت، براهام را احضار کرد و اموال و دارایی‌های او را مصادره کرد و آن را به لنبک که فقیری جوانمرد و گشاده‌دست بود، و همین‌طور به تهیدستان و مستمندان دیگر بذل و بخشش نمود، بخشید. فردوسی در شاهنامه اینگونه به توصیف ابراهام پرداخته‌است:
| براهام مردیست پُر سیم و زر |  | جهودی فریبنده و بد گُهر |

.....
| ز پیش سواران چو ره برگِرَفت  |  | سوی خان بی‌بر، براهام تفت      |
| بزد در، بگفتا که بی شهریار |  | بماندم چو او باز ماند از شکار |